# Ferrari Rossa
Pour les articles homonymes, voir Ferrari et Rossa (homonymie).
La Ferrari Rossa (Ferrari Rouge, en italien) est un concept car roadster-speedster du constructeur automobile italien Ferrari, présenté au salon de l'automobile de Turin 2000, pour fêter les 70 ans du carrossier-designer Pininfarina (fondé en 1930 par Gian-Battista Pinin Farina).

## Histoire
Ce concept car est conçu par le designer japonais Kiyoyuki Okuyama de Pininfarina, sur base de Ferrari 550 Maranello de 1996. Il est inspiré entre autres des Ferrari 250 Testa Rossa (1957), Ferrari 250 P5 (1968), ou Ferrari Mythos (1989)..., avec un par-brise en saute-vent inspiré des carrosseries runabout,, et des appuis-tête-arceaux prolongés par des profilages de la carrosserie... Le nom reprend celui des mythiques Ferrari Testarossa et Ferrari 250 Testa Rossa (voiture la plus chère du monde en 2011 à la suite d'une vente aux enchères de plus de 16 millions de dollars). Elle est motorisée par le moteur V12 de 5,4 L pour 485 ch des Ferrari 550 Maranello. 

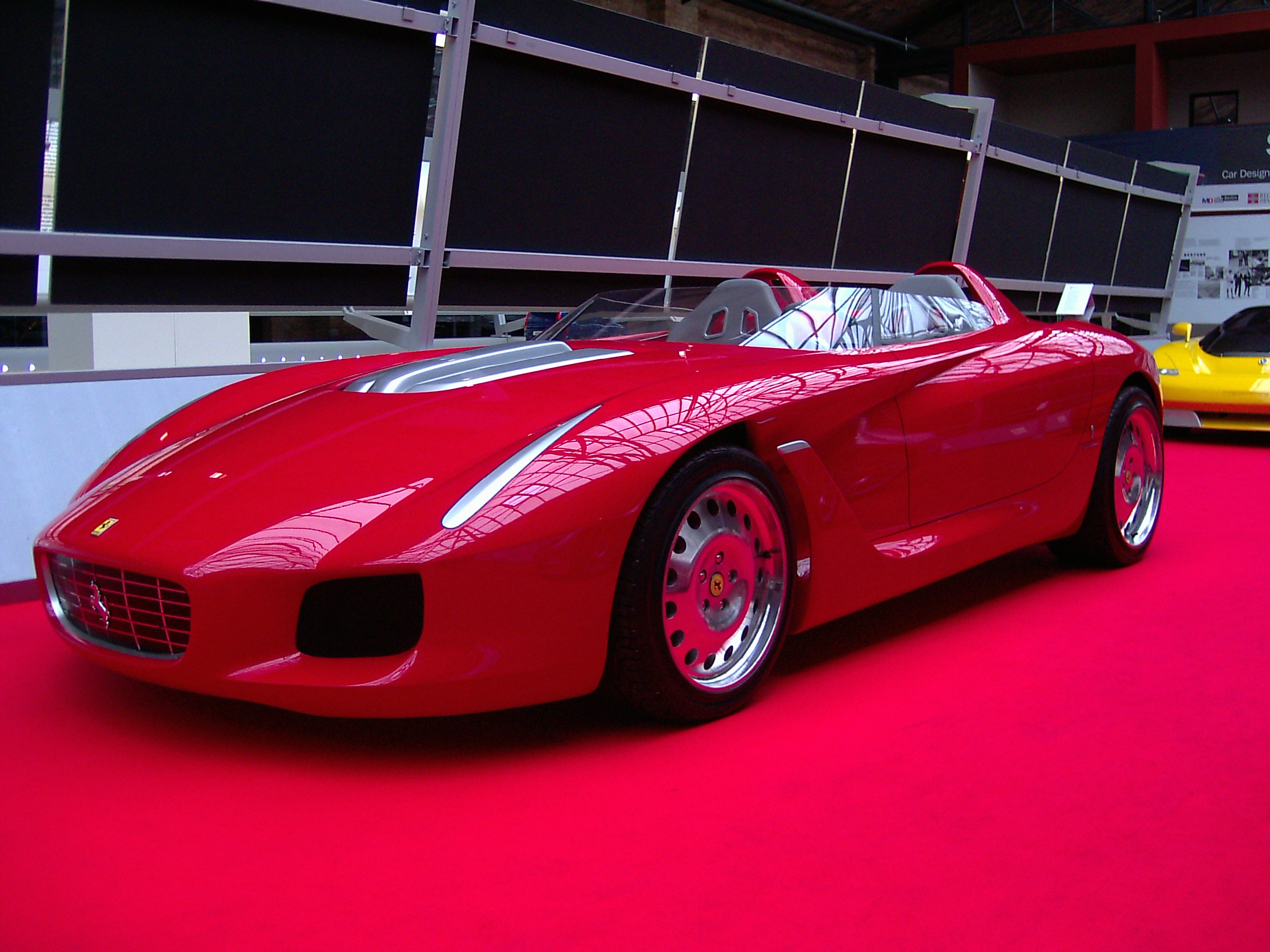
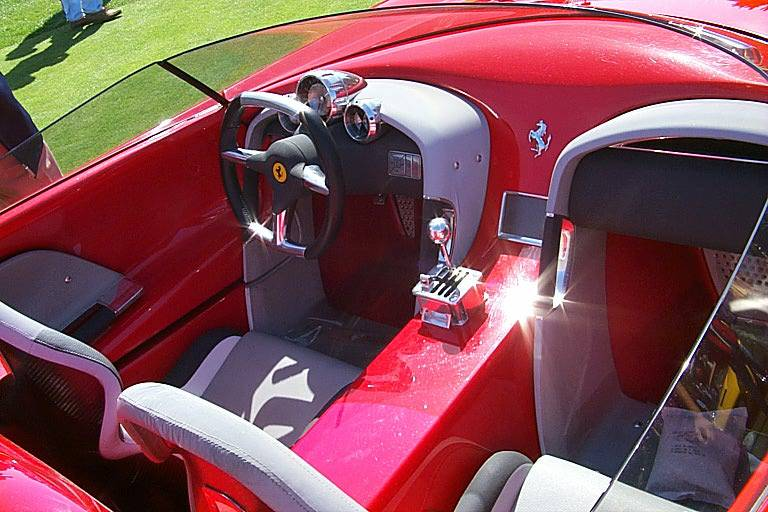
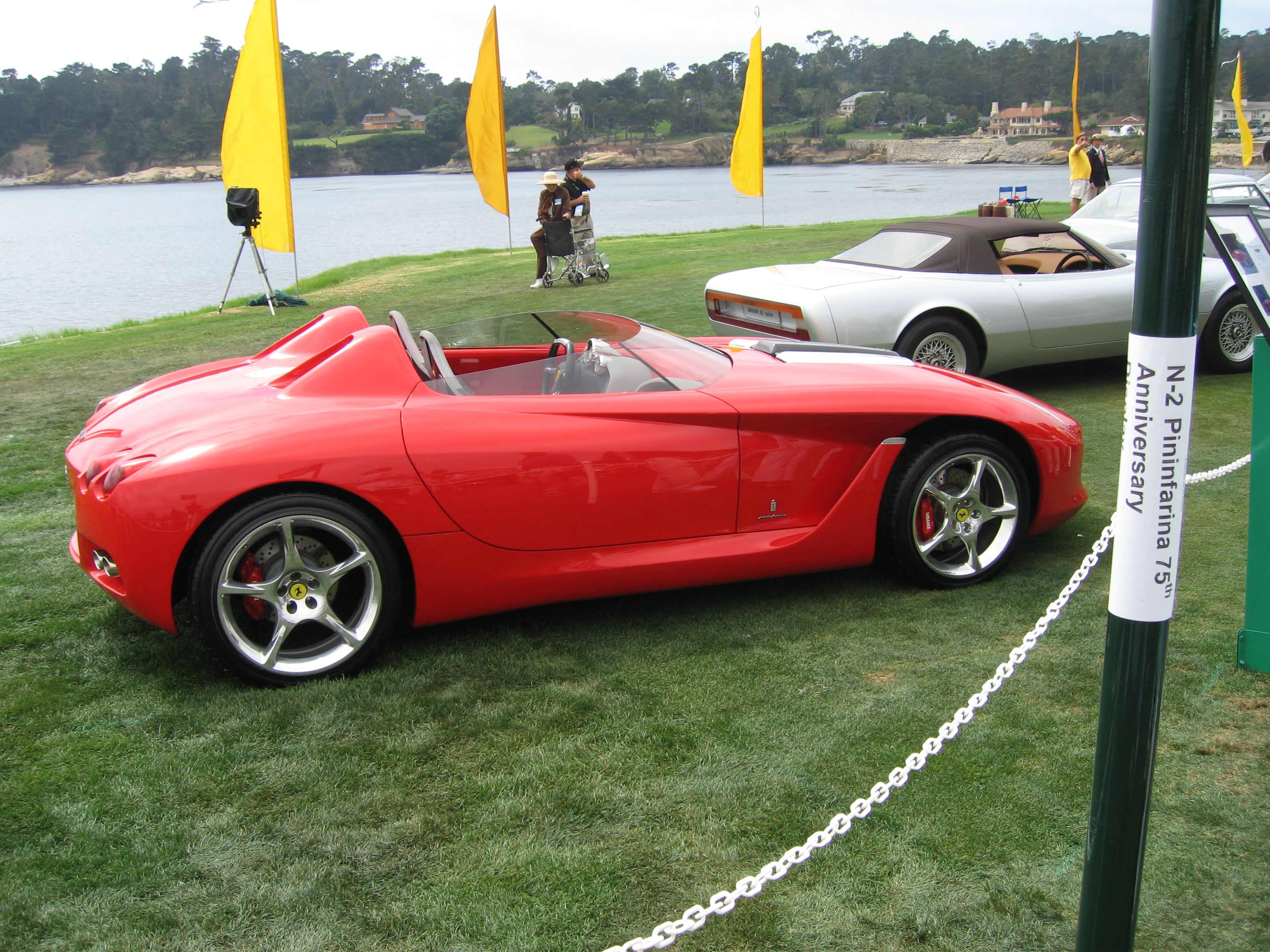

Elle inspire entre autres les lignes des Ferrari Pininfarina Sergio Concept de 2013 (hommage à la disparition de Sergio Pininfarina en 2012, et aux 60 ans de collaboration historique au sommet de Ferrari et Pininfarina) ainsi que des Ferrari P4/5 by Pininfarina de 2006, Ferrari J50 de 2016, ou Ferrari Monza SP1 de 2019...